# Stazione di Bari Parco Sud
La stazione ferroviaria di Bari Parco Sud si trova in Puglia ed è al servizio della città di Bari. È posta lungo la linea ferroviaria che da Bari giunge fino a Lecce. La sua attivazione è avvenuta nel 2004. Lo scalo ferroviario di Bari Parco Sud conta due binari su cui transitano ogni giorno i treni Regionali, che con la frequenza di un passaggio ogni venti minuti in media collegano con Barletta, Molfetta, Mola di Bari, Monopoli, Bari Centrale e Fasano. La palazzina della stazione di Bari Parco Sud non è dotata di servizi di assistenza alle persone a ridotta mobilità e non dispone di biglietteria automatica, di bar, della sala d’attesa né dei servizi igienici. All’esterno si trova un piazzale con il parcheggio delle auto.
È gestita da Rete Ferroviaria Italiana. È parte del servizio ferroviario urbano di Bari.

## Storia
La stazione di Bari Parco Sud venne attivata in data imprecisata. Il 14 dicembre 2004 vennero attivati due marciapiedi per servizio viaggiatori, e contestualmente vennero soppresse le due fermate di Liside e Magna Grecia.

## Caratteristiche
All'apertura stazione era composta da 7 binari, 2 di corsa e 5 di precedenza e termine corsa, ma
subito dopo furono eliminati 5 binari e rimasero solo 2 (quelli di corsa).

## Movimento
La stazione è servita da treni regionali Trenitalia. Non dispone di biglietteria automatica, ma è fornita di panchine, pensiline e sottopassaggi.